# Макаєв Ільдар Рашидович
Ільдар Рашидович Макаєв (нар. 18 серпня 1982) — український футзаліст, захисник. Гравець футзальної збірної України.

## Клубна кар'єра
Вихованець запорізького футболу. На початку кар'єри грав за запорізькі клуби «Академія», «Сіал-Джет-Дніпроспецсталь-2» і «Запоріжкокс». У 2002 році Ільдар перебрався в київський «Інтеркас», де грав протягом п'яти сезонів, а в 2005 році виграв кубок України. Однак 2007 року «Інтеркас» припинив існування. Незабаром після цього українець перебрався в російський чемпіонат, ставши гравцем єкатеринбурзького клубу «ВІЗ-Сінара».
Макаєв не був помітний у чемпіонаті Росії, проте зумів внести вагомий внесок у перемогу екатеринбуржців у Кубку УЄФА з футзалу сезону 2007/08 років. Він зумів відзначитися забитими м'ячами як в півфіналі, так і в фіналі турніру, забивши відповідно казахстанському «Кайраут» та іспанському «Ель-Посо». Ільдар став єдиним іноземним гравцем у складі європейських чемпіонів.
У 2008 році Макаєв повернувся в український чемпіонат, ставши гравцем львівського «Тайму». У його складі Ільдар став дворазовим чемпіоном України і виграв ще один національний кубок. Однак незабаром команда припинила існування, а Макаєв став гравцем іншого львівського клубу — «Енергії», з якою виграв чемпіонат України з футзалу, а також двічі став володарем національного кубка. У сезоні 2013/14 років грав за «Ураган».
У 2014 році виїхав за кордон, грав за азербайджанський клуб «Фенербахче», а наступного року — в казахстанський «Мунайши». 2015 року пробував свої сили у складі херсонського «Продексіма» на Кубку президента АФУ. 2016 року приєднався до київського клубу «Епіцентр К3», що спочатку грав у Першій лізі України, а згодом у чемпіонаті Києва. Кар'єру футзаліста завершив у херсонському «Anserglob», за який виступав у Кубку України у сезоні 2019/20 років.

## Кар'єра в збірній
Ільдар Макаєв дебютував за збірну України з футзалу в січні 2008 року на Кубку Фінпромко. А в кінці року поїхав з національною командою на чемпіонат світу, де відзначився трьома забитими м'ячами.

## Досягнення
- Кубок УЄФА з футзалу
  -  Володар (1): 2007/08

- Чемпіонат України
  -  Чемпіон (3): 2008/09, 2009/10, 2011/12

- Кубок України
  -  Володар (5): 2004/05, 2009/10, 2010/11, 2011/12, 2012/13